# Metsä Board
Metsä Board, tidligere M-Real, Metsä-Serla, er en børsnoteret finsk virksomhed, der producerer emballage, papir og pap, af cellulosepulp.
M-real blev grundlagt af G.A. Serlachius i 1868. Virksomhedens tidligste aktivitet var fremstilling af papirmasse af træ, som blev malet i store møller, til papir og papfabrikation.